# Рицинолеат натрия
Рицинолеат натрия — химическое соединение,
соль натрия и рицинолевой кислоты
с формулой CH3(CH2)5CH(OH)CH2CH=CH(CH2)7COONa,
воскообразное вещество,
растворяется в воде.

## Получение
- Нейтрализация рицинолевой кислоты раствором гидроксида натрия

{\displaystyle {\mathsf {NaOH+C_{17}H_{32}(OH)COOH\ {\xrightarrow {}}\ C_{17}H_{32}(OH)COONa+H_{2}O}}}

## Физические свойства
Рицинолеат натрия — технических продукт: воскообразное вещество.
Растворяется в воде,
плохо растворяется в органических растворителях.

## Применение
- Эмульгатор при сополимеризации винилхлорида и винилацетата.
- Диспергирующее и смазывающее средство в текстильной промышленности.